# تشارلز-ويليام إتيان
تشارلز-ويليام إتيان هو صحفي وكاتب وكاتب مسرحي وسياسي فرنسي، ولد في 6 يناير 1778 في Chamouilley ‏ في فرنسا، وتوفي في 13 مارس 1845 في باريس في فرنسا.

## مناصب
- انتخب seat 32 of the Académie française  [لغات أخرى]‏.
- انتخب seat 25 of the Académie française  [لغات أخرى]‏.
- انتخب member of the Chamber of Peers ‏.
- انتخب نائب فرنسي.

## وصلات خارجية
- تشارلز-ويليام إتيان على موقع ميوزك برينز (الإنجليزية)